# David Kašnik
David Kašnik, slovenski nogometaš, * 16. januar 1987, Slovenj Gradec.
Kašnik je profesionalni nogometaš, ki igra na položaju branilca. Od leta 2022 je član avstrijskega kluba USV Wies. Pred tem je igral za slovenske klube Dravograd, Olimpijo, Aluminij, Rudar Velenje in Fužinar ter angleški Sheffield Wednesday. Skupno je v prvi slovenski ligi odigral 222 tekem in dosegel deset golov. 